# Protoneura cupida
Protoneura cupida – gatunek ważki z rodziny łątkowatych (Coenagrionidae). Występuje w Meksyku i Ameryce Centralnej (Belize i Gwatemala).